# Lill-Abborrtjärnen (Bjärtrå socken, Ångermanland)
Lill-Abborrtjärnen är en sjö i Kramfors kommun i Ångermanland och ingår i Nätraån-Ångermanälvens kustområde.